# تلخو (كاكي)
تلخو (بالفارسية: تلخو) هي قرية تقع في إيران في قسم كاكي الريفي. يقدر عدد سكانها بـ 690 نسمة بحسب إحصاء 2016.